# Вечірниця мала
Вечірниця мала (Nyctalus leisleri) — вид рукокрилих родини Лиликові (Vespertilionidae).

## Поширення
Країни проживання: Афганістан, Албанія, Алжир, Андорра, Вірменія, Австрія, Азербайджан, Білорусь, Бельгія, Боснія і Герцеговина, Болгарія, Китай, Хорватія, Чехія, Франція, Грузія, Німеччина, Гібралтар, Греція, Угорщина, Індія, Іран, Ірландія, Італія, Казахстан, Латвія, Лівія, Ліхтенштейн, Литва, Люксембург, Північна Македонія, Молдова, Чорногорія, Марокко, Нідерланди, Пакистан, Польща, Португалія, Румунія, Російська Федерація, Сербія, Словаччина, Словенія, Іспанія, Швеція, Швейцарія, Туреччина, Україна, Сполучене Королівство. Висотний діапазон поширення: від рівня моря до 2400 м.

## Особливості біології
Харчується над рідколіссям, пасовищами і в долинах річок мухами (у тому числі комарами), метеликами і жуками. Літні дитсадкові сідала розташовані в дуплах дерев, а також будівлях; у них зазвичай знаходиться 20–50 самиць, іноді до 1000. Зимує в основному в дуплах дерев, а іноді і в підземних порожнинах або будівлях, часто великими групами.

## Морфологія
Він має довжину від 48 до 68 мм (голова і тіло) і розмах крил від 260 до 330 мм, вага від 11 до 20 грамів. Лице, вуха і крила темні. Хутро коричневе, темніше біля основи, ніж верхівка на відміну від Nyctalus noctula, яка має той же колір по всій довжині волосини. Нижні сторони рук волохаті. Вуха короткі, округлі, крила довгі і вузькі.